# Château de Ravignan
Pour les articles homonymes, voir Ravignan.
Le château de Ravignan est une demeure seigneuriale, dont la forme actuelle date du XVIIe siècle. Il se situe sur la commune de Perquie, dans le département des Landes. 
Le château de Ravignan est inscrit Monument historique par arrêté du 23 novembre 1948.

## Histoire

### Présentation
Le château de Ravignan est habité par la famille de La Croix de Ravignan depuis 1732.
La présence des deux ravins sur le domaine est à l'origine du nom de Ravignan. Le château est au départ une maison seigneuriale construite sur les ruines d'un château brûlé durant les Guerres de religion. Sa façade de style Louis XIII date de 1663, mais il est édifié en plusieurs étapes entre le XVIIe siècle et le XIXe siècle, dont son jardin à la française, modifié au XXe siècle.

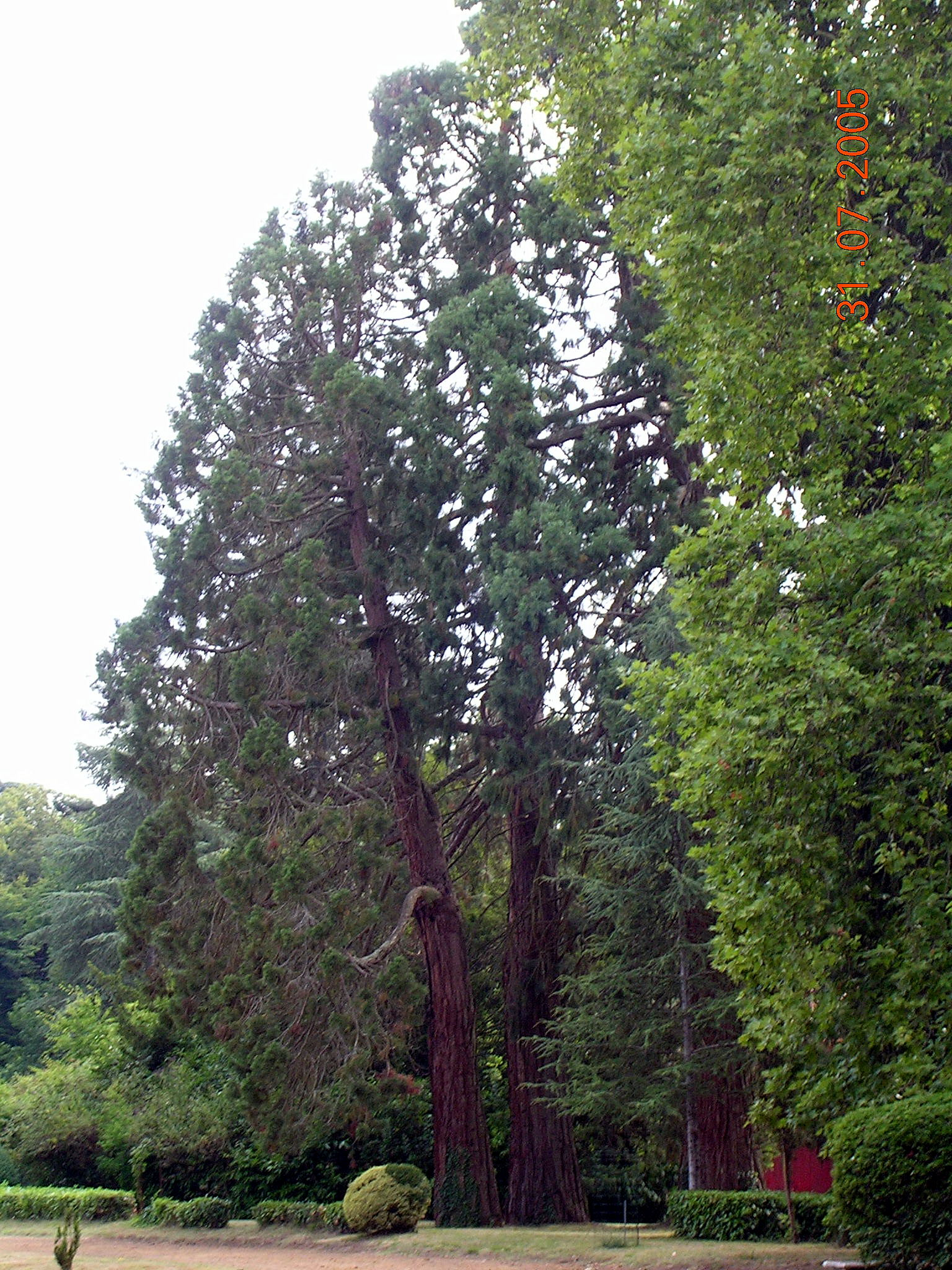
Dans le parc du château de Ravignan

## Le vignoble
Le vignoble du château de Ravignan est entièrement situé en Bas-Armagnac. Il produit de l'eau-de-vie du même nom, du Floc de Gascogne, ainsi qu’une spécialité du lieu : les framboises à l’Armagnac.